# Piękna i Bestia (film 2009)
Piękna i Bestia – australijski film fantasy z 2009 roku w reżyserii Davida Listera.

## Fabuła
Belle (Estella Warren) zakochuje się w bestii. Kiedy jej ukochanego oskarżono o morderstwo, postanawia mu pomóc i odnaleźć prawdziwego sprawcę.

## Obsada
- Estella Warren – Belle
- Rhett Giles – Hrabia Rudolph
- Victor Parascos – Bestia
- Vanessa Gray – Lady Helen
- Damien Garvey – Dr Thorne